# Постсъветско пространство
Постсъветско пространство, също и като постсъветски държави, или както е разговорно известно като републиките от бившия СССР или накратко бившия Съветски съюз, също понякога и като страните от ОНД и Прибалтика (в рамките на Русия е възприет термина близка чужбина, за разлика от далечната чужбина – страни, които никога не са били част от СССР), са независими държави, които излизат от състава на Съветския съюз в резултат на неговия разпад през 1991.
Терминът „постсъветско пространство“ е въведен в обращение от Алгис Празаускас в статията „ОНД като постколониално пространство“, публикувана на 7 февруари 1992 във в. „Независимая газета“.
Постсъветските държави са предмет на различни изследвания в областта на политиката, историята, икономиката и културата.

## Държави и географски региони
| Русия Централна Азия Закавказие | Източна Европа Прибалтика |

Постсъветските държави обикновено се делят на следните 5 групи. Принципът, по който държавата се причислява към някоя група, се основава на географски и културни фактори, а също така на историята на взаимоотношенията ѝ с Русия.
Прибалтика
- Литва
- Латвия
- Естония

Централна Азия
- Казахстан
- Киргизстан
- Таджикистан
- Узбекистан
- Туркменистан

Закавказие
- Грузия
- Армения
- Азербайджан

Източноевропейски страни
- Украйна
- Беларус
- Молдова

Евразия
- Русия обикновено се разглежда като отделна категория заради нейната доминираща роля в региона.

### Исторически връзки
Русия исторически е свързана с източнославянските постсъветски държави, доколкото на техните територии се е сформирала нейната държавност. Нейните корени достигат до една обща държава - Киевска Рус. Впоследствие териториите на Украйна и Беларус влизат в състава на Великото литовско княжество, Жечпосполита, Австро-Унгария, Полша.
Централна Азия и Закавказието са били присъединени към Руската империя чак през XVIII и XIX векове.
Страните от Прибалтика (с изключение за известно време на Литва, в средновековието – Велико литовско княжество) са под властта на Тевтонския орден, Дания, Полша и Швеция в продължение на значителни периоди от своето съществуване, преди да бъдат присъединени към Руската империя през XVIII век, и стават независими държави след Първата световна война.
Според официалната позиция на СССР, потвърдена от МВнР на Русия, влизането на Литва, Латвия и Естония през 1940 г. в състава на СССР е отговаря на всички норми на международното право. Признавайки ненарушимостта на границите на СССР през юни 1941 г. де факто на конференциите в Ялта и Потсдам, редица западни държави отказват да признаят този факт de jure до 1975, когато участниците в Организацията за сигурност и сътрудничество в Европа в Хелзинки, подписвайки Заключителния акт, признават ненарушимостта на европейските граници като цяло, и по този начин легитимността на границите на СССР .

### ОНД и Прибалтика
ОНД и Прибалтика  е названието на 14 съвременни държави, които до 1991 г. били съюзни републики в СССР, а през 1991–1992 декларирали своя суверенитет (обявили своята независимост).
До 2009 териториалното понятие „ОНД и Прибалтика“ е тъждествено на понятието „постсъветско пространство“. През 2009 Грузия излиза от ОНД.
Словосъчетанието възниква след декември 1991, когато прибалтийските републики (Латвия, Литва и Естония) се отказват да влязат в ОНД (Организация на независимите държави) – регионалана международна организация, създадена с Беловежкото споразумение от бившите съюзни републики от СССР и призвана да регулира отношенията между тези нови независими държави.

## Новият съюз
Още в дните на разпадането на СССР се предлага да се създаде конфедеративен Съюз на суверенните държави, да влязат в който на 14 ноември 1991 предварително са съгласни седем републики (Беларус, Казахстан, Киргизстан, Русия, Таджикистан, Туркменистан, Узбекистан). В крайна сметка той не се състои и се образува ОНД.
Въпреки че населението и властите на някои бивши съюзни републики имат желанието, жертвайки част от суверенитета си, да реализират идеята за единство във вида на нов съюз, в който биха влезли възможно най-много републики от бившия СССР.
В средата на 1990-те години известно време се разглежда, но впоследствие така и не се съгласува, предложението на президента на Казахстан Нурсултан Назарбаев от 29 май 1994 да се организира Евразийски съюз, състоящ се от пет републики (Беларус, Казахстан, Киргизстан, Русия, Таджикистан).
На практика идеята за новия съюз се образува във вида на Съюзна държава (Русия и Беларус), която на този етап наподобява конфедерация и включва само две бивши съюзни републики.

### Съюзна държава на Русия и Беларус
Конфедеративният съюз на Русия и Беларус, или Съюзна държава на Русия и Беларус, се създава на 2 април 1997 г. Идеята за неговото създаване принадлежи на беларуския президент Александър Лукашенко.

## Регионални организации
След разпадането на СССР в региона се появяват няколко международни организации и общности.
Трите прибалтийски държави не се присъединяват към нито една от тези постсъветски организации, техният курс от самото начало и еднозначно е насочен към интеграция само със Западна Европа (включвайки влизане в Европейския съюз и НАТО).
По-долу са изброени международни организации, които напълно или в по-голяма степен се състоят от постсъветски държави.

### Организация на независимите държави
Основна статия: Организация на независимите държави.
| Членки на ОНД Членки на Европейския съюз и НАТО постсъветски страни, не влизащи в ОНД или НАТО и ЕС |

Организацията на независимите държави (ОНД) е междудържавно обединение създадено за развитието на сътрудничеството в областта на политиката, икономиката, хуманитарната дейност, културата и други. В нея влизат всички бивши републики на СССР, освен Прибалтийските държави. Туркменистан и Украйна са „асоциирани членки“ на ОНД, а след Войната в Южна Осетия  Грузия прекратява членството си в ОНД на 18 август 2009.

### Организация на Договора за колективна сигурност
Основна статия: Организация на Договора за колективна сигурност.
В Организацията на Договора за колективна сигурност влизат Русия, Беларус, Казахстан, Киргизстан, Таджикистан, Армения и Узбекистан. Задачата на организацията е координация и обединение на усилията в борбата с международния тероризъм и екстремизъм, разпространението на наркотици и психотропни вещества.
| Членки на ГУАМ Членки на ОДКБ |

### ГУАМ
В Организацията за демокрация и икономическо развитие (ГУАМ) (след напускането на Узбекистан) влизат четири държави: Грузия, Украйна, Азербайджан и Молдова. ГУАМ от мнозина се разглежда като организация, създадена за противовес на руската доминация в региона. Държавите членки на ГУАМ не влизат в нито една друга организация създадена на територията на бившия СССР, с изключение на ОНД.

### Евразийско икономическо съобщество
Основна статия: Евразийско икономическо съобщество.
| Членки на организацията Наблюдатели |

Евразийското икономическо съобщество се създава от Русия, Беларус, Казахстан, Киргизстан и Таджикистан на основата на митническия съюз на ОНД. Армения, Молдова, Украйна имат статут на наблюдатели в това съобщество. Украйна по-рано заявява, че няма намерение да стане членка на Съобществото, но по-късно министър-председателят на Украйна Виктор Янукович в разговор с Владимир Путин заявява, че Украйна мисли за влизането си в организацията. Молдова също не планира напълно да се присъединява към организацията, тъй като едното от необходимите за това условие е наличието на общи граници с държавите членки на съобществото. Узбекистан се съгласява да се присъедини към организацията през октомври 2005 г., когато започва процесът на обединение на организациите от Централно-Азиатско Сътрудничество, и Евразийското икономическо съобщество. Влизането на Узбекистан в организацията в качеството си на действителен член става факт на 25 януари 2006 г.

### Централно-Азиатско сътрудничество
| Членки на организацията Наблюдатели |

Централно-азиатското сътрудничество (ЦАС) се създава през 2002 г. На 6 октомври 2005 г. на срещата на ЦАС е взето решение, във връзка с предстоящото влизане на Узбекистан в Евразийското икономическо съобщество, да се подготвят документи за създаването обединена организация ЦАС-Европейско Икономическо Съобщество, т.е. фактически се решава закриването на ЦАС.

### Шанхайска организация за сътрудничество
Шанхайската организация за сътрудничество (ШОС) се състои от Китай, Русия, Казахстан, Киргизстан и Таджикистан и Узбекистан. Организацията се основава през 2001 г. на основата на предишната организация, която се наричала Шанхайска петорка, и съществувала от 1996 г. Задачите на организацията основно са свързани с въпросите за безопасността.

## Друго мнение
Според мнението на министъра на външните работи на Великобритания Дейвид Милибанд понятието постсъветско пространство е остаряло:

Според мен руснаците искат да използват концепцията на така нареченото „постсъветско пространство“, не разбирайки, че граничещите с Русия бивши републики от СССР са независими страни със суверенни граници. Аз смятам това за неприемливо. Украйна, Грузия и други – това не е „постсъветско пространство“. Това са независими суверенни страни със собствено право за териториална цялостност.

## Икономика
След разпадането на СССР бившите съветски републики избират капитализма като нова икономическо система. Брутният вътрешен продукт във всички бивши съветски републики се понижава много бързо. През 1994 г. инфлацията достига 400% в Украйна, 1258% в Казахстан. В същото време в прибалтийските страни се запазва сравнително ниско ниво на инфлация (в Литва стига само до 45,1%). Най-лошо ниво на икономическо състояние в бившите съветски републики се отбелязва през 1995 г. През 2004 г. само прибалтийските държави, Армения, Беларус и Казахстан достигат ниво на брутен вътрешен продукт по-високо от това през 1991 г. В Русия през 1998 г. избухва икономическа криза. След 2000 г. Русия влиза в първата десетка по БВП.
Причините, поради които териториите на бившия СССР се приспособяват толкова трудно към пазарната икономика, са предмет на дискусии.

## Войни и конфликти
Владимир Крючков, председател на КГБ през 1988–1991 г., заявява в интервю в края на 2003 г.:
За десет години, от 1991 г. до 2000 г., само като жертви в тези конфликти сме загубили 750 000 наши граждани. Още около три и половина милиона са ранени. 12 милиона души в бившите републики на Съюза са отхвърлени от обществото, бежанци, принудени да изоставят своите жилища и имущество и да се преселят в места, където е имало поне някаква възможност да оцелеят.

### Сепаратистки конфликти
Повечето военни конфликти на територията на бившия СССР са свързани със сепаратизъм и стремеж към отделяне на някои територии с различен национален и религиозен състав, които официално са част от дадена държава.
Някои територии и възникнали там военни конфликти:
- Приднестровие — конфликт за независимост от Молдова
- Абхазия и Южна Осетия — конфликти за независимост от Грузия
- Чечения — конфликт за независимост от Русия
- Нагорни Карабах — конфликт за независимост от Азербайджан

След два периода на кръвопролитни въоръжени стълкновения (Първа и Втора чеченски войни), Чечения се връща под властта на федералното правителство.
Приднестровието, Абхазия и Южна Осетия де факто получават независимост, де юре независимостта на Абхазия и Южна Осетия се признава Русия, Никарагуа, Венецуела, Науру и някои непризнати държави. На всички тези територии присъстват руски военни. Нагорни Карабах също де факто е независим и се намира под контрола на арменските въоръжени сили. През 2001 тези непризнати държави сключват помежду си договор за създаването на Организация на независимите държави (ОНД-2).

### Граждански войни
2 пъти в региона възникват граждански войни, несвързани със сепаратизъм.
- Гражданската война в Грузия между силите на Звиад Гамсахурдия и Едуард Шеварднадзе. Войната свършва след като руските войски подкрепят правителството на Шеварднадзе в замяна на влизането на Грузия в ОНД.
- Гражданската война в Таджикистан, продължава от 1992 до 1997 г.

### Цветни революции
В 3 републики от бившия СССР след избори се случват така наречените (обединени по имената им) цветни революции, които довеждат до власт опозициите.
- 2003 – Революция на розите в Грузия,
- 2004 – Оранжева революция в Украйна,
- 2005 – Революция на лалетата в Киргизстан.

В други 3 републики от бившия СССР се случват масови безредици, които се квалифицират от президентите на тези републики като опити за цветни революции:
- 2006 – опит за Дънкова революция в Беларус.
- 2008 – опит за цветна революция в Армения. [7]
- 2009 – Опит за цветна революция в Молдова. [8]